# Mesečina (film)
Mesečina (angleško Moonlight) je ameriški dramski film o odraščanju iz leta 2016, ki ga je režiral in zanj napisal scenarij Barry Jenkins ter temelji na neobjavljeni pol-avtobiografski igri In Moonlight Black Boys Look Blue Tarella Alvina McCraneyja. V glavnih vlogah nastopajo Trevante Rhodes, André Holland, Janelle Monáe, Ashton Sanders, Jharrel Jerome, Naomie Harris in Mahershala Ali. V filmu so prikazana tri obdobja glavnega lika, njegovo ostroštvo, najstniška leta in zgodnja odrasla doba. Ukvarja se s težavami pri soočanju s spolnostjo in spolno identiteto ter prikazuje psihološke in čustvene zlorabe, ki jih je moral pretrpti ob odraščanju. Snemanje je potekalo v Miamiju leta 2015.
Film je bil premierno prikazan 2. septembra 2016 na Filmskem festivalu v Telluridu. Naletel je na dobre ocene kritikov, ki so ga označili za enega najboljših filmov 21. stoletja, in prinesel več kot 65 milijonov USD prihodka po svetu.  Na 89. podelitvi je bil nominiran za oskarja v osmih kategorijah, nagrajen pa je bil za najboljši film, stranskega igralca (Ali) in prirejeni scenarij. Postal je prvi film s povsem temnopolto igralsko zasedbo, prvi film o LGBT in drugi najmanj donosni film, ki je osvojil oskarja za najboljši film. Osvojil je tudi zlati globus za najboljši dramski film. Joi McMillon je bila kot prva temnopolta ženska nominirana za oskarja za najboljšo montažo, Ali pa prvi muslimanski dobitnik oskarja za igro.

## Vloge
- Trevante Rhodes kot Chiron
  - Ashton Sanders kot najstniški Chiron
  - Alex Hibbert kot otroški Chiron
- André Holland kot Kevin
  - Jharrel Jerome kot najstniški Kevin
  - Jaden Piner kot otroški Kevin
- Naomie Harris kot Paula
- Mahershala Ali kot Juan
- Janelle Monáe kot Teresa
- Patrick Decile kot Terrel